# Список глав государств в 882 году
Список глав государств в 881 году — 882 год — Список глав государств в 883 году — Список глав государств по годам

## Азия
- Аббасидский халифат — аль-Мутамид, халиф (870 — 892)
  - Армянский эмират — Ашот I, ишхан (855 — 885)
  -  Алавиды — Хассан ибн-Зейд, эмир (864 — 884)
  -  Зийядиды — Ибрагим ибн Мухаммад, эмир (859 — 902)
  -  Саманиды — Наср ибн Ахмад, эмир (864 — 892)
  -  Саффариды — Амр ибн Лейс, эмир (879 — 901)
  -  Табаристан (Баванди) — Рустам II, испахбад (867 — 896)
  -  Хамданиды — Хамдана ибн Хамдун, эмир (868 — 895)
  - Яфуриды — Мухаммад I ибн Йафур, имам (872 — 892)
- Абхазское царство — Адарнасэ Шавлиани, царь (ок. 880 — 887)
- Бохай (Пархэ) — Да Сюаньси, ван (872 — 894)
- Вайтхали[англ.] — Кала Тенг Санда, царь[англ.] (875 — 884)
- Грузия —
  - Кахетия — Падла I, князь[англ.] (881 — 893)
  - Тао-Кларджети — 
    - Адарнас I, куроплат (881 — 888)
    - Гурген I, куроплат (881 — 891)

  - Тбилисский эмират — Джаффар I бен Али, эмир (880 — 914)
- Индия — 
  - Венги (Восточные Чалукья) — Гунага Виджаядитья III, махараджа (849 — 892)
  - Гурджара-Пратихара — Михра Бходжа I, махараджа (836 — 890)
  - Западные Ганги — Рашамалла II, махараджа (870 — 907)
  - Качари[англ.] — Вирочана, царь[англ.] (835 — 885)
  - Кашмир — Авантиварман, царь[нем.] (855 — 883)
  - Пала — Нараянапала, царь (855 — 908)
  - Паллавы (Анандадеша) — Апараджитаварман, махараджа (879 — 898)
  - Пандья — Парантака Виранарайана, раджа (880 — 900)
  - Парамара[англ.] — Сияка I, махараджа[англ.] (843 — 891)
  - Раштракуты — Кришнараджа II Акалаварша, махараджадхираджа (878 — 914)
  - Чола — Адитья I, махараджа (881 — 907)
  - Ядавы (Сеунадеша) — Сеуначандра I, махараджа (870 — 900)
- Индонезия — 
  - Матарам (Меданг) — Локапала, шри-махараджа (850 — 890)
  - Сунда — Прабу Гайях Кулон, король (819 — 891)
- Камарупа — Тьягасимха, царь (880 — 900)
- Караханидское государство — Кул Билга-хан, хан (840 — 893)
- Китай (Династия Тан) — Си-цзун (Ли Сюань), император (873 — 888)
- Кхмерская империя (Камбуджадеша) — Индраварман I, император (877 — 889)
- Наньчжао — Шэнмин Вэньу-хуанди (Мэн Луншунь), ван (877 — 897)
- Паган — Танне, король[англ.] (878 — 904)
- Раджарата (Анурадхапура) — Сена II, король (866 — 901)
- Силла — Хонган, ван (875 — 886)
- Тямпа — Индраварман II, князь (ок. 854 — ок. 898)
- Ширван — Мухаммад ибн Хайсам, ширваншах (881 — 912)
- Япония — Ёдзэй, император (876 — 884)

## Африка
- Гао — Канкан, дья (ок. 880 — ок. 890)
- Берегватов Конфедерация — Юнус ибн Ильяс, король (ок. 842 — ок. 888)
- Идрисиды — Йахья ибн Хасан ибн Идрис ас-Сагир, халиф Магриба (880 — 904)
- Ифрикия (Аглабиды) — Абу Исхак Ибрахим ибн Ахмад, эмир (875 — 902)
- Канем — Фуне, маи (ок. 835 — ок. 893)
- Макурия — Георгий I, царь (ок. 870 — ок. 892)
- Некор[англ.] — Саид II ибн Салих, эмир[англ.] (864 — 916)
- Рустамиды — Мухаммад Абуль-Йакзан ибн Афлах, имам (874 — 894)
- Сиджильмаса — Мухаммад I, эмир (876 — 883)
- Тулунидов государство — Ахмед ибн Тулун, эмир (868 — 884)

## Европа
- Англия — 
  - Восточная Англия — Гутрум, король (879 — 890)
  - Думнония — Элуйд ап Ферфердэн, король (876 — 890)
  - Йорвик — Гутред, король (878 — 895)
  - Мерсия — Этельред II, король (879 — 883)
  - Уэссекс — Альфред Великий, король (871 — 899)
- Болгарское царство — Борис I, князь (852 — 889)
- Венецианская республика — Джованни II Партечипацио, дож (881 — 887)
- Византийская империя — Василий I Македонянин, император (867 — 886)
- Восточно-Франкское королевство — Карл III Толстый, король, император Запада (882 — 887)
  - Бавария — 
    - Людовик III Младший, король (880 — 882)
    - Карл III Толстый, король (882 — 887)

  - Паннонская марка — Арибо, маркграф (871 — 909)
  - Саксония — 
    - Людовик III Младший, король (876 — 882)
    - Оттон I Сиятельный, герцог (880 — 912)

  - Тюрингия — Поппо II, герцог, маркграф Собской марки (880 — 892)
  - Швабия — Карл III Толстый, король (876 — 882)
- Гасконь — Санш III Митарра, герцог (864 — ок. 893)
- Дания — Зигфрид, король (873 — 903)
- Западно-Франкское королевство — 
  - Людовик III, король (879 — 882)
  - Карломан II, король (879 — 884)
  - Аквитания — Карломан II, король (879 — 884)
  - Ампурьяс — 
    - Суньер II, граф  (862 — 915)
    - Дела, граф  (862 — 894/895)

  - Ангулем — Вульгрин I, граф (866 — 886)
  - Барселона — Вифред I Волосатый, граф (878 — 897)
  - Бретань — 
    - Ален I Великий, король (877 — 907)
    - Юдикаэль, король (876 — ок. 889)
    - Ванн — Ален I Великий, граф (877 — 907)
    - Нант — Ален I Великий, граф (877 — 907)
    - Ренн — Юдикаэль, граф (876 — ок. 889)

  - Бретонская марка — Гуго Аббат, маркиз (866 — 886)
  - Готия — Бернар Плантвелю, маркиз (878 — 886)
  - Каркассон — Акфред I, граф (879 — 906)
  - Конфлан — Миро I Старый, граф (870 — 896)
  - Мэн — Рагенольд, граф (878 — 885)
  - Нормандская марка — Рагенольд, маркиз (878 — 885)
  - Овернь[англ.] — Бернар II Плантвелю, граф (868 — 888)
  - Отён — Ричард I Заступник, граф (880 — 918)
  - Пальярс и Рибагорса — Рамон I, граф (872 — 920)
  - Париж — 
    - Конрад Черный, граф (866 — 882)
    - Гуго Аббат, граф (882 — 886)

  - Пуатье — Рамнульф II, граф (878 — 890)
  - Руссильон — Миро Старый, граф (878 — 896)
  - Руэрг — Эд, граф (872 — 898)
  - Серданья — Вифред I Волосатый, граф (870 — 897)
  - Труа — Роберт I, граф (876 — 886)
  - Тулуза — Бернар III Плантвелю, маркграф (872 — 886)
  - Урхель — Вифред I Волосатый, граф (870 — 897)
  - Фландрия — Бодуэн II, граф (879 — 918)
  - Шалон — Адемар, граф (880 — 887)
- Ирландия — Фланн Синна, верховный король (879 — 916)
  - Айлех — Мурхад мак Маэл Дуйн мак Аэда, король (879 — 887)
  - Коннахт — 
    - Конхобар I, король (848 — 882)
    - Аэд III, король (882 — 888)

  - Лейнстер — Домналл, король (871 — 884)
  - Миде — Фланн Синна, король (877 — 916)
  - Мунстер — Доннхад I, король (872 — 888)
  - Ольстер — 
    - Айнбих мак Аэдо, король (873 — 882)
    - Эохокан мак Аэдо, король (882 — 883)
    - Айремон мак Аэдо, король (882 — 886)
- Испания —
  - Арагон — Аснар II Галиндес, граф (867 — 893)
  - Астурия — Альфонсо III Великий, король (866 — 910)
    - Алава — Вела Хименес, граф (870 — 883)
    - Кастилия — Диего Родригес Порселос, граф (873 — 885)

  - Кордовский эмират — Мухаммад I, эмир (852 — 886)
  - Наварра — 
    - Гарсия I Иньигес, король (851/852 — 882)
    - Фортун Гарсес, король (882 — 905)
    - Иньиго II Гарсес, король (882 — 905)
- Италийское королевство — Карл III Толстый, король Италии (879 — 887)
  - Сполето — Гвидо II, герцог (880 — 883)
  - Тосканская марка — Адальберт I, маркграф (846 — 886)
  - Фриульская марка — Беренгар I, маркграф (874 — 924)
- Италия —
  - Беневенто — Радельхиз II, князь (881 — 884, 897 — 900)
  - Гаэта — Марин I, консул[англ.] (866 — 890)
  - Капуя — 
    - Панденульф, князь (862 — 863, 879 — 882)
    - Ландо III, князь (882 — 885)

  - Неаполь — Афанасий, герцог (878 — 898)
  - Салерно — Гвемар I, князь (880 — ок. 900)
- Киевская Русь (Древнерусское государство) — Олег Вещий, великий князь Киевский, князь Новгородский (882 — 912)
- Критский эмират — Умар II, эмир (880 — 895)
- Лотарингия — 
  - Людовик III Младший, король (879 — 882)
  - Карл III Толстый, король (882 — 887)
  - Верхняя Бургундия — Рудольф I, маркграф (876 — 888)
  - Эно (Геннегау) — Ренье I Длинношеий, граф (880 — 898)
- Моравия Великая — Святополк I, князь (870 — 894)
  - Чехия — Борживой I, князь (ок. 872 — ок. 892)
- Норвегия — Харальд I Прекрасноволосый, король (872 — 930)
- Паннонская Хорватия — Браслав, князь (ок. 880 — ок. 898)
- Папская область — 
  - Иоанн VIII, папа римский (872 — 882)
  - Марин I, папа римский (882 — 884)
- Португалия — Лусидиу Вимаранеш, граф (873 — 895)
- Приморская Хорватия — Бранимир, герцог (879 — 892)
- Прованс (Нижняя Бургундия) — Бозон Вьеннский, король (879 — 887)
  - Вьенн — Бозон Вьеннский, граф (871 — 887)
- Сербия — Мутимир, князь (ок. 851 — 891)
- Уэльс —
  - Брихейниог — Элисед I, король (840 — 885)
  - Гвент — Брохвайл ап Мейриг, король (880 — 920)
  - Гвинед — Анарауд ап Родри, король (878 — 916)
  - Гливисинг — Хивел ап Рис, король (856 — 886)
  - Дивед — Хивайд, король (878 — 893)
  - Сейсиллуг — Каделл ап Родри, король (872 — 909)
- Хазарский каганат — Вениамин, бек (ок. 880 — ок. 920)
- Швеция — 
  - Эрик Анундсон, конунг (ок. 867 — 882)
  - Бьёрн Эриксон, конунг (882 — 932)
- Шотландия (Альба) — Эохейд, король (878 — 889)

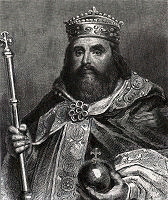
Карл III Толстый 882-887 Император Запада
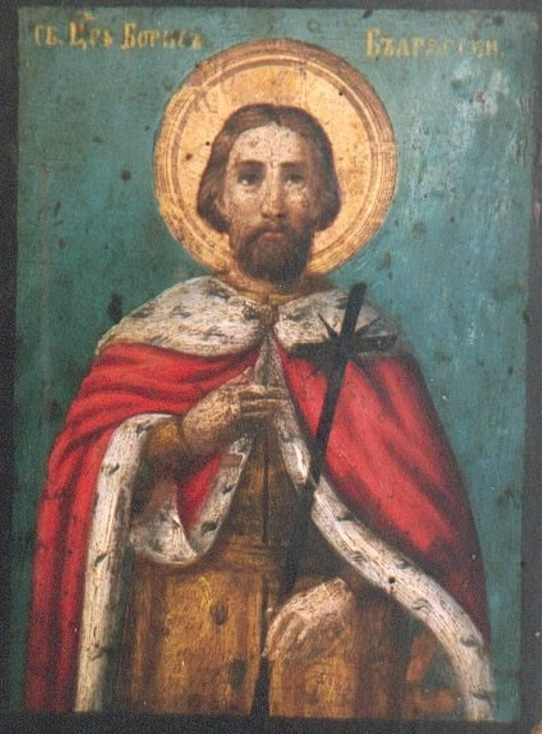
Борис I 852-889 Князь Болгарии
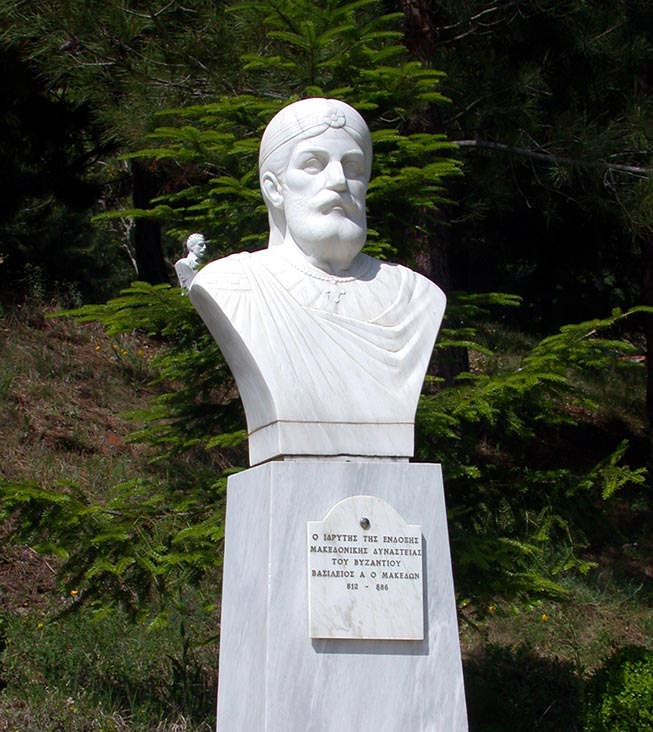
Василий I 867-886 Император Византии
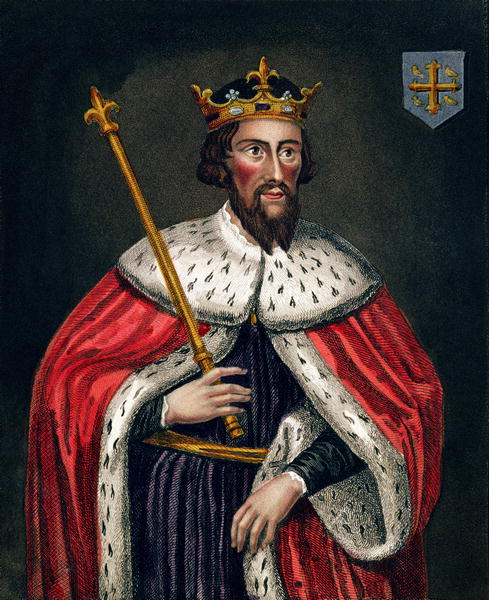
Альфред Великий 871-899 Король Уэссекса
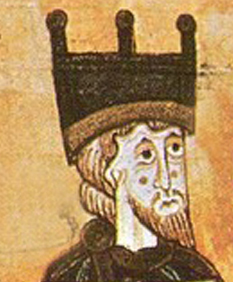
Альфонсо III Великий 866-910 Король Астурии
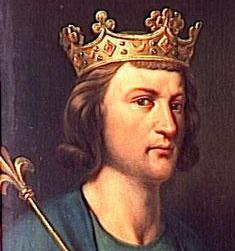
Людовик III 879-882 Король Западно-Франкского королевства
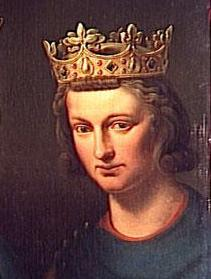
Карломан II 879-884 Король Западно-Франкского королевства
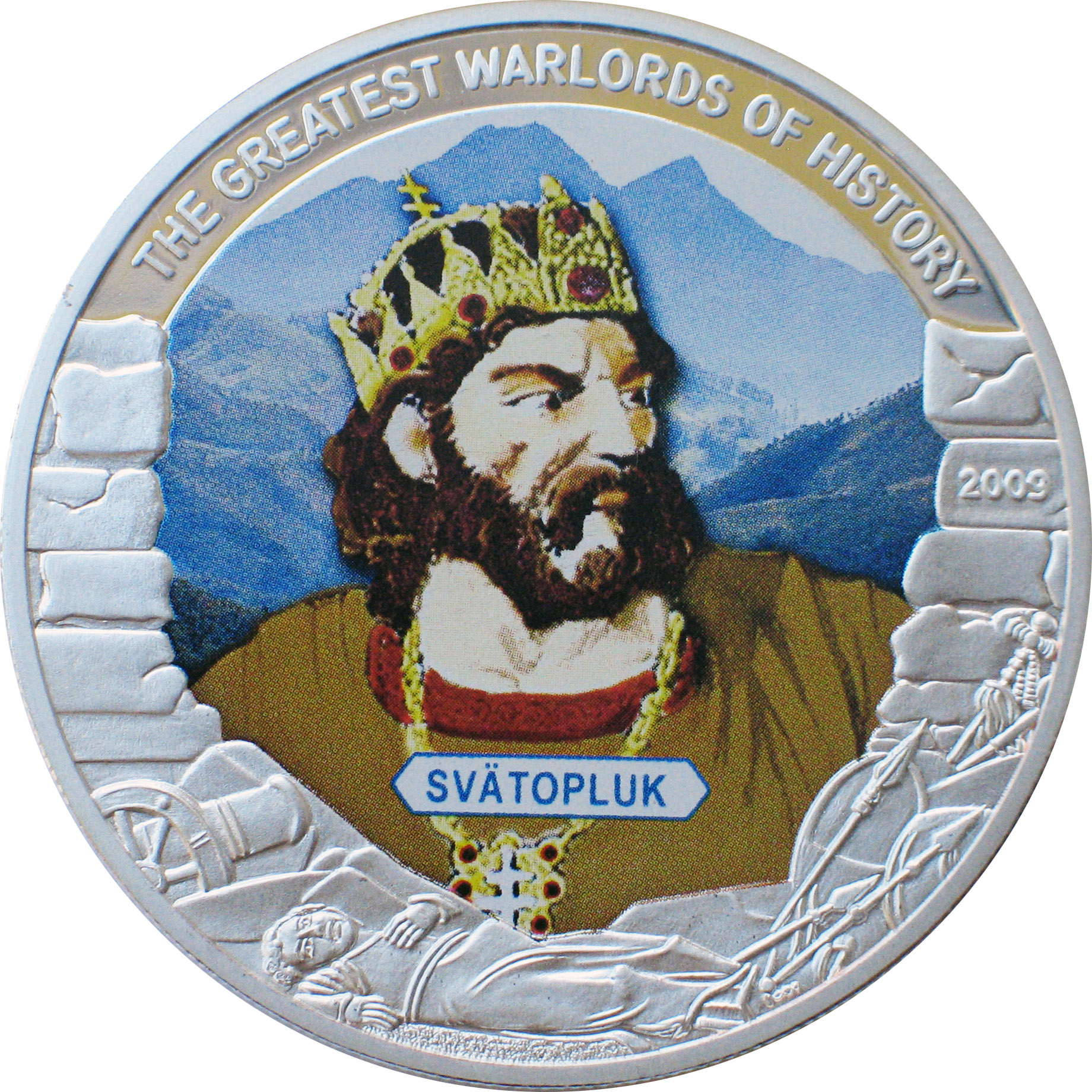
Святополк 870-894 Князь Великой Моравии
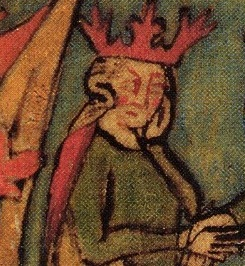
Харальд I Прекрасноволосый 872-930 Король Норвегии
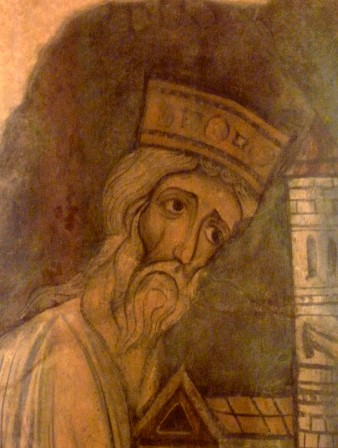
Бозон Вьенский 879-887 Король Нижней Бургундии
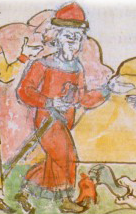
Олег 879-912 Князь Новгородский
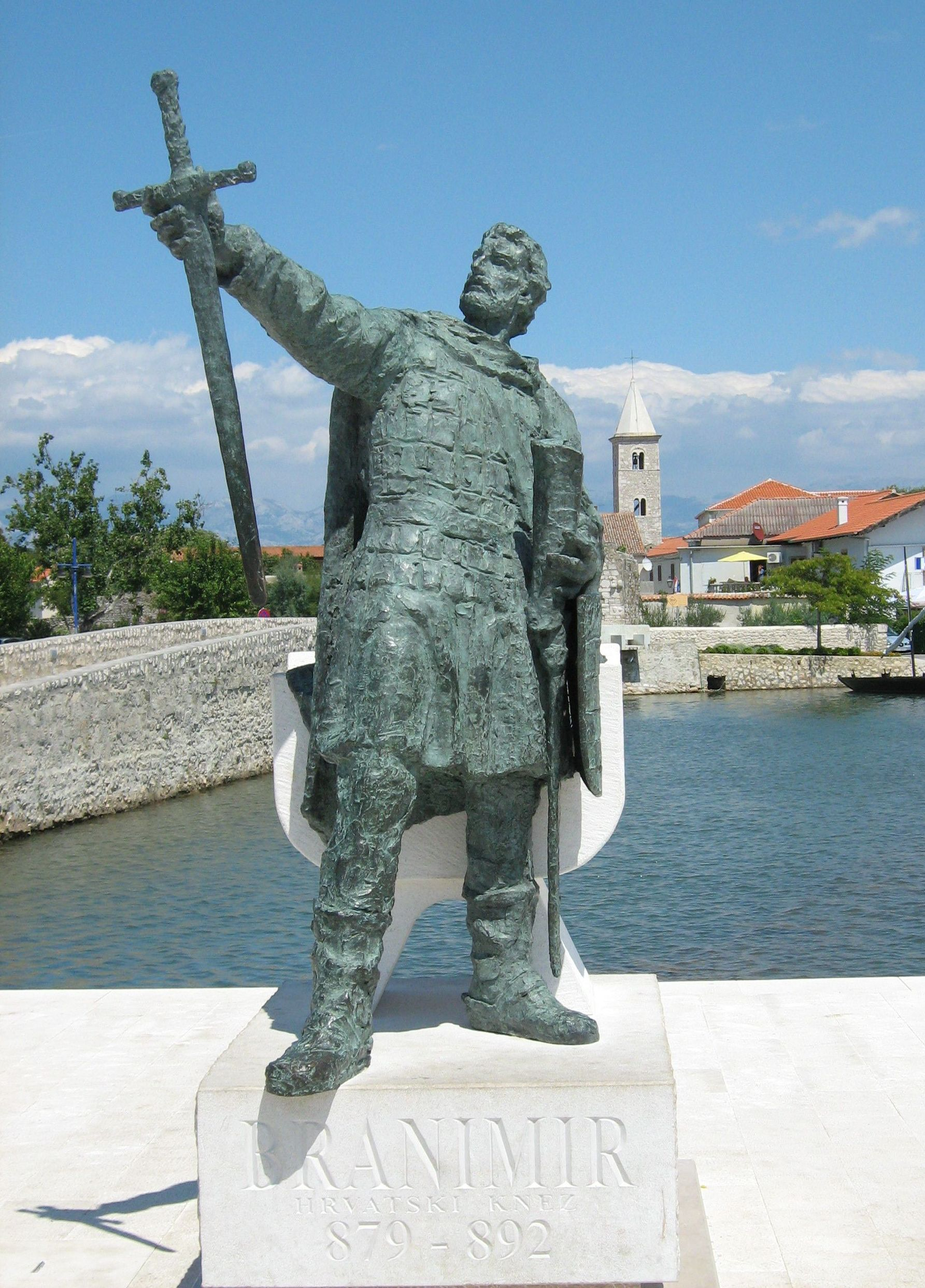
Бранимир 879-892 Князь Хорватии
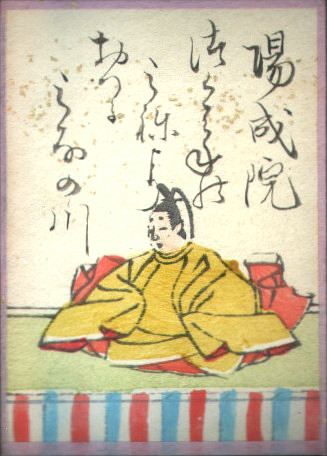
Ёдзэй 876-884 Император Японии
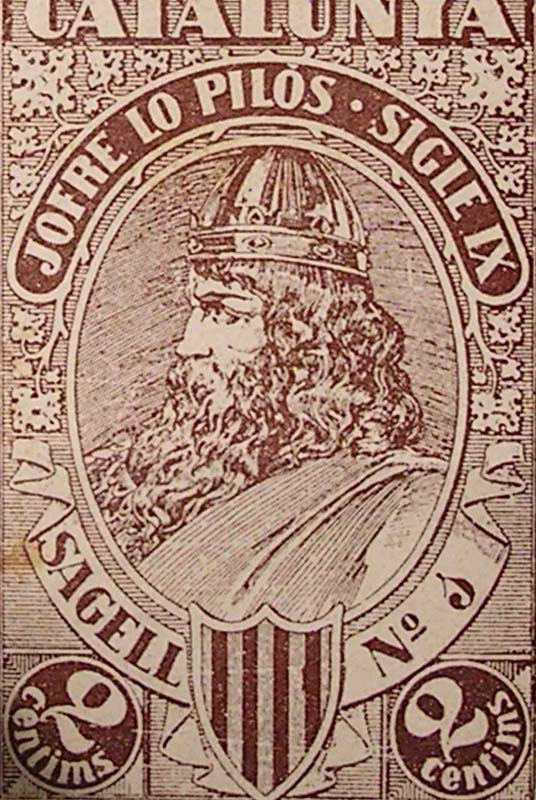
Вифред Волосатый 878-897 Граф Барселоны
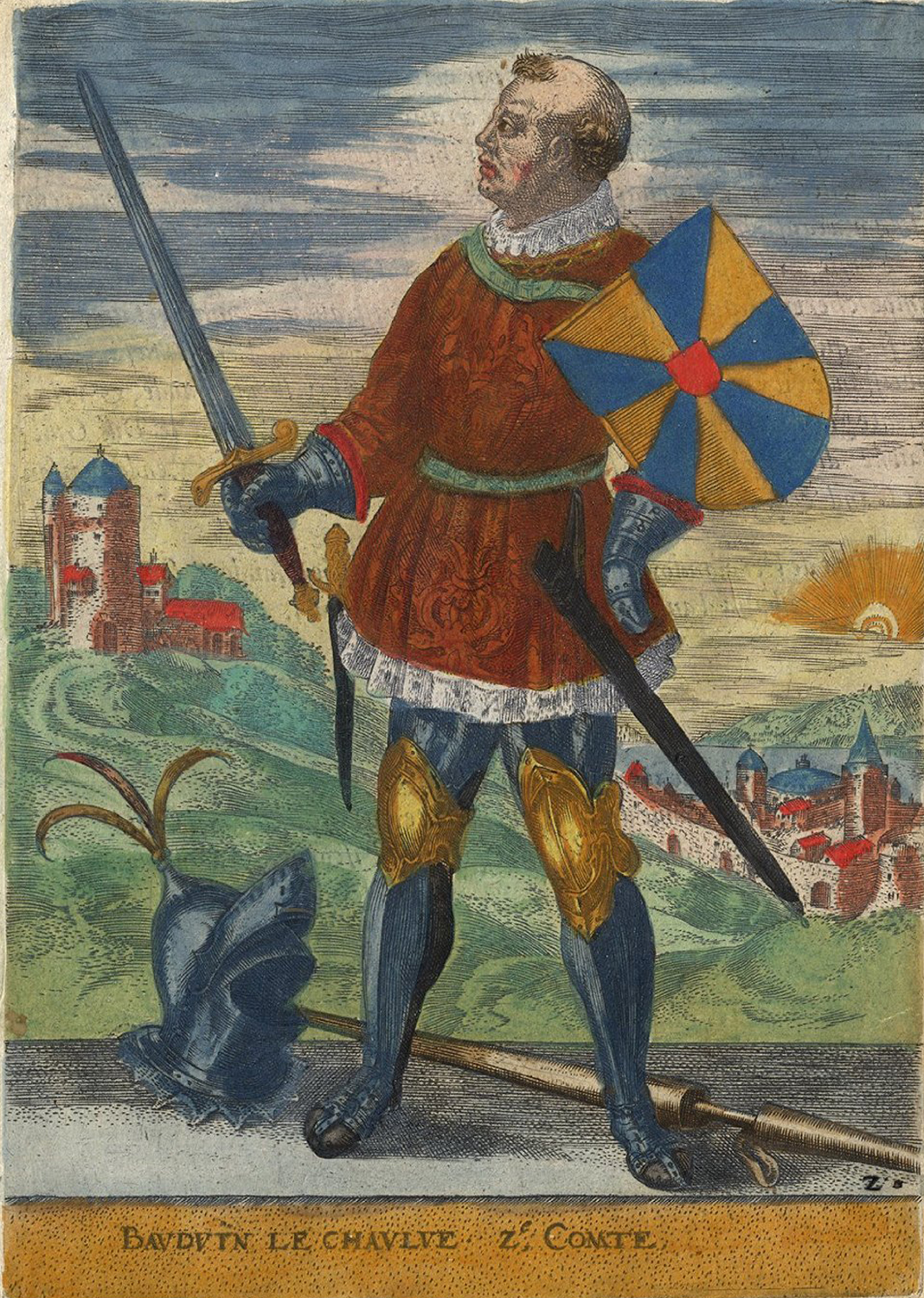
Бодуэн II 879-918 Граф Фландрский
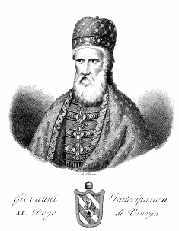
Джованни II Партечипацио 881-887 Дож Венеции
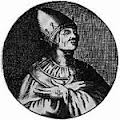
Иоанн VIII 873-882 Папа римский